# クリンゴン人

クリンゴン帝国旗

クリンゴン人（英: Klingon、クリンゴン語: tlhIngan）はアメリカのSFテレビドラマ・映画『スタートレック』シリーズに登場する、好戦的な性格の架空のヒューマノイド型異星人。「スタートレック」の全シリーズに登場しており、バルカン人とならび登場回数最多の異星人である。母星はクロノス。
クリンゴン領は「クリンゴン帝国」と呼ばれ、惑星連邦、ロミュラン星間帝国、カーデシア連邦に隣接し、アルファ、ベータ宇宙域にまたがって広大なエリアを支配する星間国家である。帝国には三本の爪を象った紋章があり、随所で使われている。
クリンゴン帝国は、23世紀（ENT、DIS、SNW、TOS）までは惑星連邦と敵対しているが、24世紀（TNG、DS9、VOY、LD、PIC）では同盟関係となっている。

## 概要
気性が荒く屈強な戦闘種族として知られる「スタートレック」シリーズ最古参の異星人。主人公たちの強敵として、また時には頼れる助っ人として劇中に最も多く登場する異星人でもある。気性の荒さが目立つものの、何よりも自分の一族・一派・仲間の誇りと名誉を重んじる性格で、恥となる行為を嫌う。戦いにおいては銃よりも刀剣での戦闘を好む。意外にも信仰心が強く、誰もがクリンゴンの英雄カーレスを信仰している。
クリンゴンは主人公の艦長と敵対することも多いが味方となる場面も多い。嘘を嫌う質実剛健な性質から、他の敵対勢力のロミュランやカーデシア、ボーグなどが一時的に味方となった場合と異なり、完全に信用することができる種族である。
初登場は『宇宙大作戦（TOS）』第27話「クリンゴン帝国の侵略」。地球人のジェームズ・T・カーク船長とクリンゴン人のコール司令官がオルガニア星をめぐって争うエピソードである。この時点で「粗暴な戦闘種族」「高い知能を持っている」という性質を見ることができる。ただしこの時は「荒くれ者の集団」といった描かれ方で、「勇猛果敢で誇り高い戦士」という設定は続編シリーズの『新スタートレック（TNG）』以降で追加されたものである。
TNGと『スタートレック:ヴォイジャー（VOY）』ではメインキャラクターとして、ウォーフ保安主任やクリンゴン人と地球人とのハーフのベラナ・トレス機関主任が登場する。ウォーフはTNG終了後、『スタートレック:ディープ・スペース・ナイン（DS9）』のシーズン4からメインキャラクターとなり、「スタートレック」シリーズで最も登場話数の多いキャラクターである。彼によって、クリンゴンの文化はかなり掘り下げられて描かれている。
クリンゴン人の正式な名前は、「《父親の名前》の息子（女子であれば娘）、《本人の名前》」と名乗る。TNGのウォーフを例に取ると「モーグの息子、ウォーフ」となる。

## 身体
クリンゴン人の身体は男女共一般的に大きく、堅牢な骨格と発達した筋肉に覆われている。女性は乳房の発達も地球人と比べ大きい。肌は浅黒く、男性は必ず髭を生やしている。人間でいうところの思春期をジャクタラといい精神が不安定になるとともに毛髪の伸びが早くなる。また頭蓋が非常に発達しており、額の波状隆起が特徴的（しばしば、「額にカブトガニを付けた様な…」と例えられる）。これは非常に硬く、戦闘時における脳へのダメージを軽減させるための役に立っている。クリンゴンの戦士同士のスキンシップとして、この頭部の隆起をぶつけ合うという行為がある。
戦闘種族としての身体特徴は体内の主要な臓器にも見られる。生命維持に必要な主要臓器は複数あり、戦闘中に負傷しても行動し続ける事ができる。ただし急所を刺されたりなどした場合、即死ないしそれに近い短時間で死亡することもある。また、意味のない生よりは死を尊ぶ倫理観を持つために、麻痺・重症患者の治療は行われず（患者自身が死を望むことも多い）、また、死体は単なる精神の抜け殻だとして見向きもしないために、解剖学が発達せず、詳しい生理は分かっていない。
クリンゴンの性行為は男女両者が激しく興奮し、お互いの暴力衝動をぶつけ合うような、流血を伴う凄まじいものである。他種族の女性とこれを行った場合、相手が負傷することもある。VOY第14話「二人のトレス」の劇中の台詞によると、女性は非常に性欲が強い。

### クリンゴン人の変異
クリンゴンは、「スタートレック」シリーズ第1作目以来、人気の敵役としてシリーズ全作に登場している。そのため演出意図や特殊メイク技術の向上とともに、作品制作年代によって外観が変化に富んでいる。

#### TOS型
初登場となる『宇宙大作戦』での姿。荒くれ男のイメージの乱れた頭髪や髭、衣服を着ているが、外見上は地球人とあまり変わらない。TOSは宇宙船や惑星のセットなどスタジオ撮影が多いこともあり、予算の都合上クリンゴンに限らず異星人の特殊メイクは最小限となっている。DS9第104話「伝説の時空へ」では、23世紀にタイムトラベルした24世紀のDS9の士官がこの時代のクリンゴン人の姿に驚くシーンがある。

#### TMP型
1979年の劇場版第1作『スター・トレック（TMP）』からのクリンゴン人の姿で、一般的に「クリンゴン人」としてよく知られている姿。隆起を持つ額と、荒れた髪の毛、鎧を身に着けている。なお22世紀が舞台の『スタートレック:エンタープライズ（ENT）』に登場するクリンゴンがTOS型ではなくTMP型である理由は、ENT第91「クリンゴンの苦境」、第92話「優生クリンゴン」によって説明がされている。
2022年開始の『スタートレック:ストレンジ・ニュー・ワールド（SNW）』では、TMP型に準じた姿をしている。年代的には後述のDISと同時期であるが、TOS型ともDIS型とも違う姿である理由の説明はされていない。

#### DIS型
2017年開始の『スタートレック:ディスカバリー（DIS）』では、TMP型ともTOS型とも異なる外見となっている。全員がプロレスラーのような大柄で筋骨隆々とした身体となり、額は隆起があるものの小顔となった。後頭部が発達し後ろにせり出している。頭髪や髭もなく、肌の色は地球人離れしたものとなり、鼻の穴も4つになった。年代的にはTOSの10年前であるが、この外見の変化についての説明はない。

## 精神
クリンゴン人は好戦的な戦闘種族である。戦うこと自体に意味を見出しており、「何のために戦うか」ということに関心がない。クリンゴン人戦士の誰もが名誉の戦死で死ぬことを理想としており、良い戦いができそうな時に言う「今日は死ぬには良い日だ」や「スト・ヴォ・コーで会おう」という言い回しが存在する（逆に「今日は死ぬにはあまり良くない日だ」という言い回しも存在する）。そのため戦えない者は生きる資格が無いとされ、負傷などで戦えなくなった者は、儀礼的な名誉の戦死として自決することが良しとされ、その自殺の儀式専用の短剣、香料も存在する。敵を倒す事はもちろん、上官の能力がその地位にふさわしくなければ決闘を申し込み（一方的に殺害したり追放することもある）、殺して自分が取って代わる事も日常的に行われている。そのため、捕虜になったり病死する事は、クリンゴン人として不名誉な事であり、病死や捕虜になると「あの役立たずめが」「名誉の戦死も出来無い臆病者」「おめおめと生きながらえているクズ」「屍同然の恥晒し」等と蔑まれ、たとえそれが父親や先祖・身内であっても“一族の恥”として罵倒する。ゆえに捕虜になったクリンゴン人は帰国することもできず、収容所などで一生を終える例もある（TNG第142話「バースライト（前編）」など。捕虜となった理由は考慮されない）。ただし、戦時下で捕虜収容所を脱走した上で敵と戦い続けた場合には不名誉という扱いにはならない（DS9第113話「敗れざる者（後編）」）。
しかし、最大の不名誉は裏切りである。名誉を重んじる戦士にとって裏切りはあってはならないことであり、これが発覚すれば本人だけでなく一族が“裏切者の一族”の汚名を受け、侮蔑の対象となる。
クリンゴン人戦士は戦闘や精神修練により、自己を鍛錬し、より高みを目指すことを本分とする。これは名誉の戦死を遂げたものだけが行けると言われている「スト・ヴォ・コー（Sto-Vo-Kor）」に行くことを精神的拠り所とするためである。クリンゴン戦士は死した戦友を葬る際、その両目を見開かせ、自らの眼で覗き込み、天に向かって雄たけびを上げる儀式を行う。これは、「今、戦士が逝く」ことをカーレスに伝える意味を持つ。劇中ではガウロンを倒したウォーフがこの儀式を行っている。

### スト・ヴォ・コー
クリンゴン人の神話に伝わる死後の世界。死者の魂は「死者の船（船長はコーター qotar）」と呼ばれる大船に乗せられて激流を越え、勇者として死んだ者は「スト・ヴォ・コー (英: Sto-Vo-Kor、クリンゴン語: Suto'vo'qor)」へ、そうでない者はフェックラー (veqlargh) が支配する「グレトール (ghe'tor)」へ送られる。激流には怪物が住んでおり、死者の船から飛び降りて逃げようとした者はこの怪物に食われてしまう。なお、たとえ自身に不名誉がなくとも身内の不名誉によってグレトールへ送られることもあり、不名誉な死を遂げた者でも、その家族や友人が代わりに戦い、勝利を死者に捧げればスト・ヴォ・コーへ行けるようになる。どちらへ行くかの決定はベラナ・トレスの母が死後相当期間が経過してから娘の不名誉のためグレトールへ送られそうになるなど、死後即決ではない。クリンゴン人でなくとも、クリンゴンの家族として名誉ある死を遂げた場合、スト・ヴォ・コーへ行くものとされる。劇中ではDS9でのウォーフの妻ジャッジア・ダックスをスト・ヴォ・コーへ送るために、ウォーフたちがドミニオンの造船所を破壊する任務に志願し、「スト・ヴォ・コーの門を照らす盛大な花火になる、それでジャッジアを受け入れてもらえる。」と語った。またダハールマスター・コールはバード・オブ・プレイ ニンタオの指揮官としてジェムハダー艦10隻を足止めする戦いに赴く際、「わしが死んだらお前の妻を探そう」とウォーフに言っている。死者の魂をスト・ヴォ・コーへ受け入れてもらうための詠唱も存在し、ウォーフはドミニオンの造船所破壊に成功した後、これを唱えた。
またグレトールにはフェックラーの支配下で50の悪魔が存在し、クリンゴン人はハネムーンの儀式において彼らと対面するとされている。フェックラーはTNG第87話「悪魔の契約」において姿が描写された（ジャン＝リュック・ピカードが出したホログラムであるため、クリンゴン神話におけるフェックラーの正しい姿であるかどうかは不明）。

## 文化
クリンゴン人の文化は名誉を重んじ（侍の武士道によく似ている）、虚言や臆病などを良しとしない。情熱的であり、口論、決闘は戦争中に味方同士でも発生する日常的な出来事であり、命を懸けた決闘を挑む際には裏拳で相手の顔面を殴るなど、攻撃的な特性を持つ。相手を殴り倒す、あるいは殴り倒される行為は離婚する時、自分が奪い取った指揮官の座を奪った相手に返すときにも行われる。同じクリンゴン戦士に対してはおおらかな一面もあり、戦争中酒場で敵味方のクリンゴンが出会った時には、戦いを忘れ共に飲み、騒ぐなどの姿も見せる。建国の祖・カーレスについて学ぶ事も重要で、カーレスにまつわる故事や伝説も沢山あるようで、TNGでウォーフが息子のアレキサンダーに、よくカーレスの故事を引き出して教育しようとしていた。戦闘偏重の社会風潮には批判的な者もおり、判事であったウォーフの祖父は若者の誰もが戦士になりたがる風潮を苦々しく思う心情を口にしている。クリンゴン人はまた、死を悲しい出来事としてではなく、むしろ祝賀行事として見ている。
なお、TOSで登場したクリンゴン人の男性は、いずれも名前が「K-」で始まっていたが、この「伝統」はTNGのウォーフ以降なかったことにされている。

### 娯楽
クリンゴン人の主な娯楽は鉄の輪を転がしその中心を短槍で狙うゲーム「キャダック」、戦闘訓練と精神修養を兼ねた「モクバラ」という闘技（ウォーフも嗜む）や「バトラフ」（戦闘スタイル参照）を用いた演武、狩猟、歌などが有名である。このほかダクタフを卓に突き立てて行う腕相撲なども知られている（敗北すれば手の甲を貫かれる。『TNG』第102話「クリンゴン帝国の危機」（後編）に登場）が、それらは酒宴とは切っても切り離せない性格を持つ。死者を弔う際にも酒と歌は欠かせない（『DS9』第157話「今一度あの雄姿を」においてはこの弔いの歌がエンディングに用いられている）。その一方、茶道（毒を飲む）や成人の儀式、成人から一定期間を経過したことを祝う儀式（同左）など儀礼的な“静”の文化も持つ。バトラフを用いた武術大会があるようで、ウォーフはそこで優勝している。

#### 歌
愛憎や歴史的英雄をストレートに歌い上げるオペラをはじめとする歌はクリンゴン文化の精髄ともいえる存在である。歌は「勝利の歌」、「カルハヤへの道」の儀式のひとつにおいて歌われる歌、ダハールマスター・コールに捧げられた名誉ある戦死を祝した歌など儀式にも欠かせない。
勝利の歌はTNG第143話「バースライト（後編）」において、「天に火が点り　戦いが始まった」と一部の訳がトクの口から語られ「バダー、トゥボー」から始まる一節がクリンゴン人たちによって歌われた。
ウォーフはこのクリンゴンのオペラを愛好し、DS9ではノーグに所有する音楽ソフトの調整を依頼した。

### 料理
クリンゴン料理は新鮮な素材をワイルドに調理した物が多く、新鮮さと繊細な風味に乏しい連邦艦のフードレプリケーター使用を好まない。狩りの獲物をそのまま食卓に投げ出し食することすらある。地球人には毒性があり食べられないものもあり、レプリケーターでは生き物や毒は生成できないこともあり、クリンゴン料理を振舞う店は珍しがられる。店主は料理とともにオペラも聞かせてくれる。
- ターグ(targh) ：クリンゴン人の間で一般的な家畜。ちょうど地球人にとっての犬に当たる存在であり、狩猟対象でもあるが愛玩動物としても飼われている。形状は地球産の猪によく似ており、鼻面には角があり背中にはとげが並んでいる。性質は獰猛。食糧貯蔵庫には生きたまま繋がれている事もある。肉の他、ターグの心臓は食用にも供される。

- ガフ（ghargh）：大型のミミズ。踊り食いするのがもっとも美味。ガフには50種類以上あるらしいが、他種族が違いを見抜くのは難しい。DS9のジャッジア・ダックス大尉はトリル人ながらもガフを好んでいた。

- ロケグの血のパイ (ro'qegh'Iwchab) ：火を通した料理。
- ブラッドワイン('Iw HIq)：飲みすぎるとクリンゴン人ですら酔いつぶれる極めて強い酒。何を発酵させたものかは不明。大勢で大きな樽からジョッキで豪快に汲んで飲み合うが、ボトルに入ったものもある。酒にはこのほかファイアワインなどがある。

- ラクタジーノ (ra'taj) ：クリンゴンのコーヒー。地球人に好まれており、宇宙ステーションDS9やU.S.S.ディファイアントのフードレプリケーターにもレシピが登録されている。

- クラダ・レッグ(krada'legs)：牛串のように肉(何の肉かは不明)を串焼きにした料理。但し、劇中で登場した物はゴーン人が連邦の宇宙基地で提供していた物である為、クリンゴンのレシピと同様かは不明。

### クリンゴン語
劇中で彼らが使用するクリンゴン語は架空言語として完成度が高く、熱心なスタートレックファンはクリンゴン語での会話が可能である。発音は戦闘種族らしくアクセントが荒々しく、挨拶の語は直訳すると「何が欲しい?」という意味になるなど表現も極端である。よく使われる語に「カプラ（成功を祈る）」などがある。
教養のあるクリンゴン人の将校などは英語も話す。部下に聞かれたくない話をする際に英語を使用する士官も存在する。

## クリンゴン帝国

### 政治
クリンゴンは帝国制を敷く封建的国家であるが、「帝国」の名に反し皇帝はいない。宰相を頂点とするクリンゴン最高評議会及び元老院が政治・軍事に及ぶ帝国の方針の全てを決める。先の虚言や臆病など、国家や評議会などの名誉を著しく傷つけた者には制裁が加えられる。しかし、有力な一族に対しては十分に機能しないことも多々ある。
一応諜報部も存在するが、ロミュラン帝国のタルシアーやカーデシア連邦のオブシディアン・オーダーと比べると、民族性からか非常に小規模なもので、特に組織名も無い。

#### 宰相
宰相は最高評議会の評議員から選任される、政治・軍事両面における帝国の最高指導者である。その権限は強大であり、対立する一族の領地の没収などを独断で決定できるほどである。任期についての規定はなく、終身在位制である。クリンゴンの民族性から、多くの場合暗殺・決闘の敗北などによる前任者の死亡によって交代する。またその際、内戦が発生することも少なくない。なお、日本語吹替えでは、「総裁」と訳されている。

#### 評議員
評議員は有力な一族から選ばれる。士官学校入学を希望する者に対する承認を行うなどの権限を有する。

### 歴史
クリンゴン帝国は地球の西暦9世紀頃、独裁者モローを倒した英雄カーレスによって建国される。14世紀頃には異星人種族ハーク（Hur'q, クリンゴン語でよそ者の意味）の侵略を受け、カーレスの剣が奪われる。2069年から2369年まで皇帝は空位となり、宰相が最高評議会を束ねて帝国を統治した。
地球人と初めて接触したのは22世紀であり、2151年に地球人が初めて訪れる。23世紀には惑星連邦と激しい対立状態にある。DISでは2256年に連邦との戦争が勃発するが、2257年に母星クロノス地下に仕掛けたハイドロ爆弾の起爆装置を渡されたルレルが帝国を統一する。TOS「クリンゴン帝国の侵略」においては連邦との和平交渉が決裂し、両国は全面戦争の危機に突入する。が、神にも等しい超絶的な力を持つオルガニア人の介入により半強制的に和平条約を結ばされ、以後は冷戦状態で小競り合いが続く。だが2293年にプラクシスの大爆発により甚大な環境破壊を被り、国力の低下を懸念した時の宰相ゴルコン (ghorqon) によって連邦との和平が図られる。ゴルコンは反対派に暗殺されるが、最終的に和平協定は成立する（映画6作目『スタートレックVI 未知の世界』）。その後、両国は平和裡に共存する。
2369年、初代皇帝カーレスへの信仰を守る僧侶たちによって、秘密裏にカーレスのクローンが作られる。彼は最終的に皇帝として認められるが、実権は最高評議会と宰相が持ち続けている。ドミニオン戦争においてはガウロン宰相の無謀な作戦によって大きな被害を受け、国力が低下する（ガウロン自身も戦死）。セクション31のルーサー・スローンによると「復興に十年を要する」状態となる。ドミニオン戦争終盤、マートク家のウォーフがガウロンの作戦に抗議して決闘で倒し、マートク将軍を宰相の地位につける。ウォーフは戦後、駐クロノス連邦大使に就任する。ENTでは、26世紀（2554年）に惑星連邦へ加盟している描写がある。

### 支配下の星
- クロノス（英語: Kronos、クリンゴン語: Qo'noS）

帝国本星であり、クリンゴン帝国の中枢。劇場版第12作『スター・トレック イントゥ・ダークネス』では「Kronos」表記が用いられている。地殻に空洞が多く、全長750ｍのU.S.S.ディスカバリー NCC-1031も隠れることができる巨大な洞窟も点在する。
22世紀にエンタープライズ NX-01のジョナサン・アーチャー船長が訪れて以降、100年に渡って地球人が降り立つことはなく、23世紀の惑星連邦側ではその詳細がほとんど分かっていない。DIS第14話、第15話でフィリッパ・ジョージャウ船長率いるU.S.S.ディスカバリー NCC-1031がクロノスに侵入する。
24世紀においてはクリンゴン帝国と惑星連邦は同盟関係にあり、U.S.S.エンタープライズ-Dのピカード艦長は何度かクロノスを訪問している。
- プラクシス (Praxis)

クロノスの衛星。劇場版第6作ではプラクシスが過剰な採掘によって爆発崩壊、クリンゴン帝国が窮地に陥る場面から始まる。
- キトマー（英語: Khitomer、クリンゴン語: QI'tomer）[3]

ロミュラン帝国との境界付近にある。2293年にはこの星の名を取ってキトマー条約と呼ばれるクリンゴン帝国と惑星連邦の和平条約が締結された。なお、この時無実の罪を着せられたカーク艦長とドクター・マッコイを弁護したクリンゴン人のウォーフ判事は、その後TNGで活躍するウォーフの祖父である。
2344年に「キトマーの大虐殺」と呼ばれる事件が起き、ウォーフとカーンの兄弟はこの時孤児となった。
オンラインゲーム『Star Trek Online』には、惑星連邦宇宙艦隊にこの星系の名を冠したノーブル級の宇宙艦が存在する。
- ボレス (Boreth)

クリンゴンの聖地。人間が居住できるものの衛星軌道上からも惑星地表に流れる溶岩の川が確認できる過酷な環境で、建造物は修道院のみ。伝説では英雄カーレスが帰還する場所とされていた。TNG第149話ではウォーフ大尉が自身の信仰心を試すべく修行に向かう。DIS第27話ではクリストファー・パイク船長が修道僧の護る修道院奥深くのタイムクリスタルの鉱脈を訪れ、自身に訪れる悲惨な未来を見せられるという過酷な試練を受ける。この時間を歪めるタイムクリスタルの存在は「クロノス」の名の由来ともなった。
- ルラ・ペンテ(Rura Penthe)

惑星連邦内でもクリンゴンの流刑地として有名な極寒の惑星。ワープドライブの強化素材であるダイリチウム結晶の産出地でもあり、受刑者はここで強制労働をさせられる。
監獄ではあるが収容施設には転送を妨害するシールド以外、柵も塀も見張り台もない。まともな防寒具なしに外に出ればものの数分で凍死するほど過酷な環境であるため、外に出ることは自殺行為だからである。実際、処刑の手段として「裸で外に放り出す」という手法もとられている。
2152年にジョナサン・アーチャーが、2293年にジェイムズ・T・カーク大佐とレナード・マッコイ中佐がこの惑星に収監される。

## 戦闘スタイル

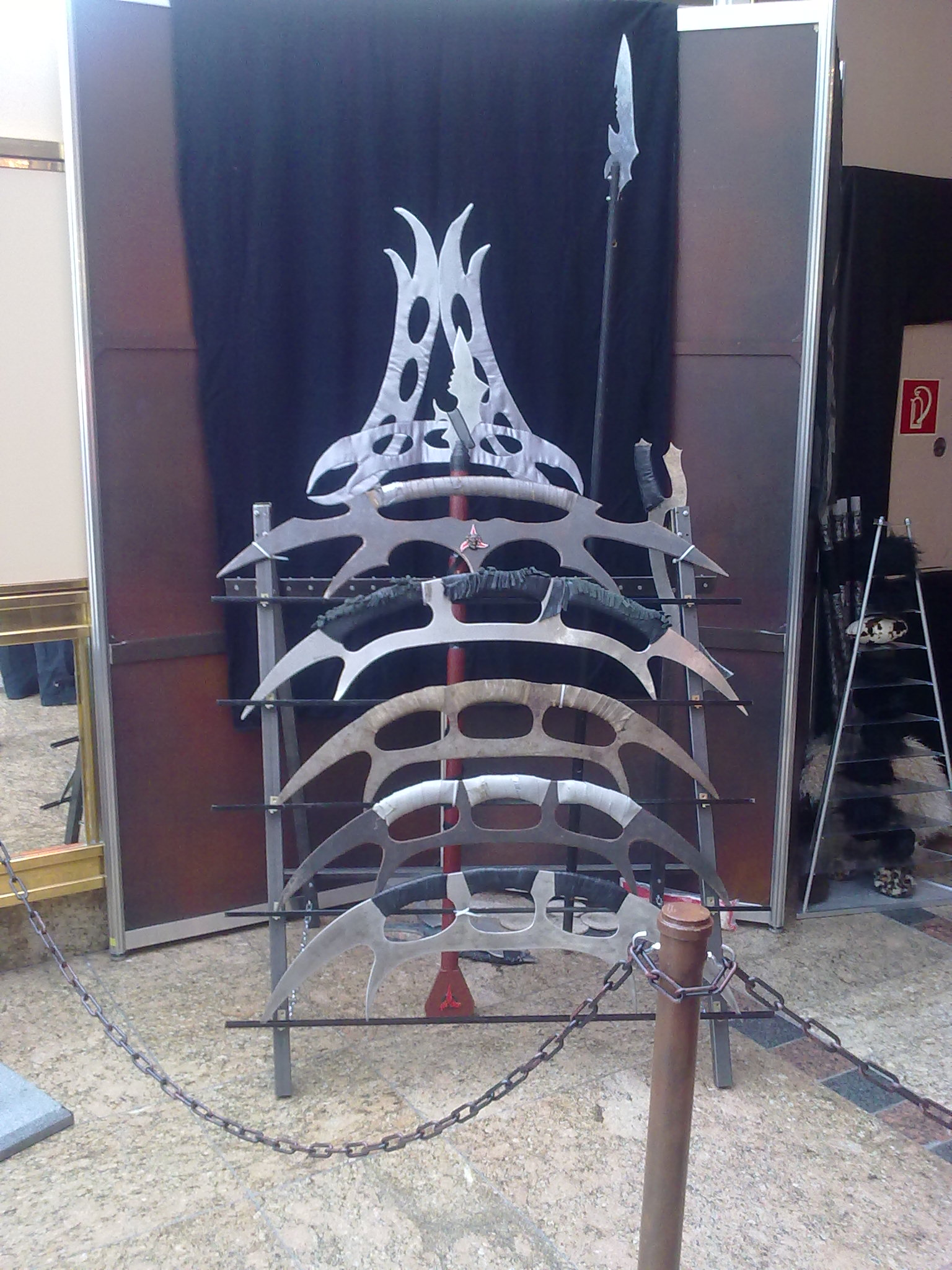
バトラフ

白兵戦・艦隊戦を問わず、危険を顧みない勇猛果敢な戦い方をする。白兵戦の際はディスラプター銃も持つが、バトラフやメクラフといった刀剣を用いた近接戦闘をより好む。「今日は死ぬにはいい日だ」はクリンゴンの戦士が自らを奮い立たせるためによく言う台詞である。

### 刀剣
- バトラフ (betleH)：クリンゴンの刀剣を代表する大型の剣。地球の剣とは異なり、全体が三日月型をしている。外側刀身と内側刀身の二重構造で、外側刀身の中央部に３か所ある柄のいずれかを両手で握って扱う。カーレスがその髪から作り出したと言われ、クリンゴンの歴史と伝統に根差した「戦士の象徴」的な意味を持つ武器である。かなりの重量があり、よく手入れがされた切れ味の良い剣であるならばヒューマノイドの肉体をたやすく一刀両断することが可能。しかし地球人の筋力ではクリンゴン戦士のように振り回すことは困難である。切れ味が鈍い錆びたバトラフであっても相当な威力で、クリンゴン戦士はこの剣を軽々と扱い流れるように防御、打ち込み、刺突を繰り出す。クリンゴン最高の勲章はバトラフの名前を冠して「バトラフ勲章」と命名されている。
- メクラフ(meqleH)：大型のナタのような形状の湾曲した短剣。バトラフとメクラフのいずれが有効な武器であるかについては、長年にわたって論争が続いている。バトラフのほうが威力もあり技も多彩であるが、メクラフは隠し持てることが最大の利点であり、劇場版第8作『スタートレック ファーストコンタクト』ではウォーフ少佐が隠し持ったメクラフでボーグを倒している。このような戦い方はバトラフではできない。
- ダクタフ (d'k tahg)：短剣。3本の刃を持ち、柄のギミックで外側2本が動き鍔となる。
- ギンタク：突くと電撃を放つ槍。狩猟や儀式に用いられることが多い。

### 艦船
クリンゴン艦は猛禽類をモチーフにした姿をした戦艦である。多くは中央船体の両脇に翼があり、その翼端にワープナセルがある。動力それ自体は、惑星連邦の対消滅動力、ロミュランの潮汐動力とも全く違うエネルギー転換動力であるという。主兵装はディスラプターと光子魚雷である。光子魚雷は惑星連邦の宇宙艦隊も使用しているが、元来はENTの時代にクリンゴンで発明された。ロミュラン帝国との同盟関係があった時代に遮蔽装置の技術を供与され、同盟解消後も自前で生産、改良している。ロミュランのウォー・バードと同様に船体が緑色なのは遮蔽装置を使用する為に必要らしい。
クリンゴン艦隊には比較的小型のバード・オブ・プレイ（小型のブレル級、大型のクヴォート級）と、“クルーザー（巡洋艦）”と呼ばれる重装備の大型戦闘艦が存在するが、ほとんどの艦は遮蔽装置を装備している上に、バード・オブ・プレイの中には小型のクルーザー以上の大型艦も存在し、両者の区別は曖昧である。艦名の前には“I. K. S.”（インペリアル・クリンゴン・シップの略）を付けて呼ばれる。
23世紀にはD7級とクティンガ級のバトルクルーザーが登場し、クティンガ級はTNG時代まで現役で運用されている（宇宙艦隊のエクセルシオール級も同様）。TNG時代には、艦首に大型のディスラプターを装備したヴォルチャ級アタッククルーザー（攻撃巡洋艦）と、宇宙艦隊のギャラクシー級を上回るスケールのネグヴァー級ウォーシップ（戦艦）が新たに就役した。ネグヴァー級はTNG最終回で未来のクリンゴン艦として初登場し、その後DS9にも登場している。
クリンゴン人は快適性を特に重視しないため、艦艇も連邦艦と比較して居住性は悪く、艦長や将軍クラスでも金属板むき出しのベッドを用い、一般兵士はそのあたりの通路や部屋の床にそのまま雑魚寝している。

## 代表的なクリンゴン人
- コール（kor）

TOS「クリンゴン帝国の侵略」で初めて登場したクリンゴン人司令官。性格は尊大で冷酷だが用心深く有能な人物。オルガニア占領軍司令官として惑星オルガニアに赴任し、オルガニアに残留してゲリラ戦を戦うカークと一騎討ちに突入するが、超越的な力を持ったオルガニア人によってカーク共々強制的に和平を結ばされる。
額の突起こそ無いものの、浅黒い肌に太くて長い眉、口髭等の外見に加えて、勇敢さを称え戦わぬ者を腰抜けと呼び、裏切り者を非難する等、気質的な面でも後のクリンゴン人の一般的な特徴を備えている。日本語吹替滝口順平。
DS9第39話「血の誓い」第81話「カーレスの剣」に額の突起がある姿で再登場。ダハールマスターの称号を持っている。クルゾン・ダックスと親交があった。西暦2290年ごろ、クリンゴンの領地を襲ったアルバイノの討伐を担当し、そのアルバイノに報復として息子を殺され復讐を誓う。西暦2380年にコロス、カーン、ジャッジア・ダックスとともに仇討ちを果たした。
- クラース （Kras）

- コロス（korax）

TOS「新種クアドトリティケール」に登場したクリンゴン人艦長。クリンゴンの戦艦、IKSグロスの指揮官。
連邦とクリンゴンが領有権を争うシャーマン惑星の帰属を制する新種の穀物クアドトリティケールの無力化工作に従事。挑発などを駆使し、交渉や謀略、政治工作をこなす能力がある。
DS9第39話「血の誓い」に額の突起がある姿で登場。西暦2290年ごろ、コール、カーンらとともにクリンゴンの領地を襲ったアルバイノの討伐を担当し、そのアルバイノに報復として息子を殺され、復讐を誓う。西暦2380年に復讐相手の所在をつかみ、西暦2380年に息子の仇のアルバイノへの仇討ちに挑み戦死。
- コラックス

TOS「新種クアドトリティケール」に登場したクリンゴン人士官。コロスの部下。
コロスの命令で、エンタープライズクルーを挑発。カークへの侮辱は堪えられたが、続いてエンタープライズをボロボロのゴミ箱呼ばわりすることで、スコットを激昂させ手を出させることに成功した。
- カング 又はカーン(Kang)
- マーラ (Mara)

TOS「宇宙の怪! 怒りを喰う!?」に登場したクリンゴン人の夫婦。夫のカング が艦長を、妻のマーラが科学士官を勤めていた。
マーラは初めて登場したクリンゴン女性。クリンゴン男性よりはるかに理性的な性格。
カングの艦は怒りを煽り、その感情エネルギーを食らう未知の発光生命体の攻撃によって撃沈。カングとマーラたちはU.S.S.エンタープライズに救助され、疑心暗鬼のまま呉越同舟の旅を続けるが、やがて発光生命体に踊らされて船は暴走、艦内では憎悪に満ちた殺し合いが始まる。部下さえ信用できなくなったカークは、クリンゴン人の中で唯一話が通じるマーラとともに、カングの説得を試みる。最終的にはカングの説得に成功し、発光生命体を撃退した。
カングはDS9第39話「血の誓い」第81話「カーレスの剣」に額の突起がある姿で再登場。ダッスと親交があり、息子の名付け親を依頼するなど、親友と呼べる間柄。西暦2290年ごろ、コール、コロスとともにクリンゴンの領地を襲ったアルバイノの討伐を担当し、そのアルバイノに報復として息子を殺され、復讐を誓う。西暦2380年にその息子の仇のアルバイノの所在を掴み、コール、コロス、ジャッジアダックとともに討ち果たすも自身も戦死。
- クルーグ (Kruge)

劇場版第3作『スタートレックIII ミスター・スポックを探せ!』に登場したバード・オブ・プレイ艦長。航海中に遭遇したヴォイジャー2号を遊び半分で撃破するなど、粗暴で無思慮で残虐な人物。カークの息子デヴィッドが母キャロルとともに進めていたジェネシス計画を察知し、その強奪を狙ってデヴィッドたちの乗る調査船グリソム号を撃沈し、そしてデヴィッドを殺害する。
- コード (Korrd)

劇場版第5作『スタートレックV 新たなる未知へ』に登場する、中立惑星ニムバス3の首都パラダイス・シティ駐在のクリンゴン領事。クリンゴンの優秀な将軍だったが、軍の首脳陣と対立した為、左遷されて酒に溺れる日々を過ごしていた。クリンゴン人としては理性的な性格で、スポックの要請を受け功名心からエンタープライズに攻撃を仕掛けてきた部下のバード・オブ・プレイ（ハゲタカ号）のクラー艦長をカーク救出に協力させた上で謝罪させる等、老いても気迫と威厳は失っていない。
- ゴルコン (ghorqon)

23世紀末のクリンゴン最高評議会宰相。惑星連邦との和平を目指す革新派の急先鋒だったが、クリンゴン帝国・惑星連邦の反対勢力の刺客により胸を火炎型フェイザーで撃ち抜かれて致命傷を負う。駆け付けたカークに「こんな事で終わらせるな」と言い残して息絶えた。惑星連邦宇宙艦隊のエクセルシオール級U.S.S.ゴルコン NCC-40512は彼に因んで名付けられた艦である。
- ウォーフ (wo'rIv)
- ケーラ（K'Ehleyr）

地球人とクリンゴン人のハーフ。アレキサンダー・ロジェンコの母。
- アレキサンダー・ロジェンコ（Alexander Rozhenko）

ウォーフとケーラの息子で、クリンゴン人と地球人のクォーター。
- カーン（qurIn）

モーグの息子、ウォーフの弟。
- カーン（qeng、カング）
- ガウロン（ghawran）
- マートク（martaq）
- クンペック（qI'empeq）

ガウロンの先代の宰相。惑星連邦との協調路線を歩み、反対派に目を光らせることによって安定した状態を保っていた。若き日には自分勝手と言われるほど我が強かったが、宰相在任時には老いて衰えており、ウォーフの一族とデュラス一族の一件の真相を知るものの、有力一族であるデュラス一族の力の前には何もできずにいた。その後、デュラスによって遅効性の毒物で毒殺された。
- デュラス（DuraS）

ウォーフの怨敵。父・ジャロッドが真犯人だったキトマー基地虐殺に至る密告の罪をウォーフの父・モーグに着せる。さらにはウォーフの恋人でアレキサンダーの母・ケーラを殺害したため、復讐の儀式で合法的に殺害された。謀略の多用、毒殺を手段に用いるなど、非常に卑劣な人物。ウォーフに戦いを挑まれた際には恣意的な解釈で復讐の権利を否定する発言も行った。部下からはあまり心服されておらず、ウォーフが復讐の権利を主張して艦に乗り込んできた際には部下はあっさりとこれを通し、ウォーフがケーラは自分の妻であったと述べると明らかに動揺していた。武器として長剣を愛用し、バトラフは用いない。
- ルーサ（lurSa'）
- ベトール（be'etor）

通称デュラス姉妹。デュラスの妹。兄の死後、ロミュランの後押しを受け甥のトラルを押し立てて反逆を行うが失敗。それなりに交渉術にも長けていたが、ピカードとの腹の探り合いではピカードにいいようにあしらわれて抱き込むことには失敗した。彼女らなりの国家観を持っていたが、捕えたウォーフに語った際には「誇りもない国」と一蹴された。クリンゴン女性らしく性欲が強く、捕獲したウォーフを熱情的に愛撫するといった姿も見せた。
- トラル

デュラスの庶子。母親は不明。ガウロンは売春婦が母親だろうと切り捨てた。デュラス姉妹にデュラスの後継者として擁立され、デュラス一派の名目上の旗頭となる。血気盛んで向こう見ずな性格ではあるが、臆病ではない。デュラス一派の敗北後は叔母たちに見捨てられて捕虜となり、ガウロンはウォーフに殺せと命じるが、ウォーフはこれを拒否したため結果的に助命され成人する。が、ウォーフに対する恩義から改心するといったことはなく、ウォーフとコールがカーレスの剣を探索に赴いた際にはこれを横取りして帝国の支配権を握るべくウォーフを殺そうとした。
- クラッグ（Klag）

2365年頃、カーガン大佐指揮のバード・オブ・プレイI.K.S.パーグの第二副長を務めていたクリンゴン戦士。士官の交換派遣プログラムで副長としてやって来たウィリアム・T・ライカーと意気投合し、彼が無事に帰還出来るよう力添えをした。ドミニオン戦争など数々の戦争を戦い抜いた。『Star Trek Online』では、2409年頃には帝国防衛軍の将軍としてガナルダ宇宙基地の司令官を務めている。
- ベラナ・トレス（B'Elanna Torres）

父親が地球人、母親がクリンゴン人。
- コロック

ボーグに同化されていたクリンゴンの将軍。
- ヴォク（Voq）

『スタートレック:ディスカバリー』に登場。家なしのアルビノでルレルの恋人。後に改造手術を受けて人間の外見のアッシュ・タイラーとなる。
- ルレル（L'Rel）

『スタートレック:ディスカバリー』に登場。トゥクヴマ家とモカイ家の両方に属する女性。後に帝国総裁となる。
- ジムポック（J'mpok）（『Star Trek Online』）

2393年にマートクを倒して宰相の地位に就いたクリンゴン戦士。クリンゴン帝国に他種族の征服による拡大という本来あるべき姿を取り戻し、ゴーン人・オリオン人・ノーシカン人などの周辺種族を次々に征服した。また惑星連邦に対しては在任後期のマートクの強硬姿勢を継承する外交を行い、2399年に惑星連邦との友好条約であるキトマー条約を破棄し、その後に10年以上にも渡って続く戦争の端緒を開いた。
- ジャロッド（Ja'rod）（『Star Trek Online』）

ルーサの息子、デュラス家当主。2392年、帝国防衛軍に入隊。2409年頃はネグヴァー級戦艦I.K.S.カーンの艦長を務める。一族の名に付き纏う不名誉に反し、勇猛なクリンゴン戦士として知られている。

## その他
- クリンゴン語は、ISO 639（言語名コード規格）第2部で "tlh" が割り当てられ、他の多くの実在する言語と同様に扱われている。米国ではクリンゴン語会話の教材や辞書も発売されている。
- かつてクリンゴン語版ウィキペディアが存在したが、文法や流暢な話者が少ないなど、言語に関連する問題のためにすぐに中止された。
- バトラフは、武道家であったダン・カリーによってデザインされ、バトラフを用いた立ち回りも彼が考案した。アメリカではバトラフをはじめ、ダグタフなどのクリンゴンの刀剣のレプリカが発売されており、演武なども実際に行われている。コロラド州においてはバトラフを使って強盗を行い、逮捕された者も記録されている（リンク先の記事は逮捕前のものであり、「バトラフのような」としか書かれていない）。
- 映画「キル・ビル」(Vol.1)の日本以外の上映では「『復讐は冷やして食べるのが美味い』古いクリンゴンの諺より～」という英語のテロップが流れた。